# Lake City (Minnesota)
Pour les articles homonymes, voir Lake City.
La ville de Lake City est située dans les comtés de Goodhue et Wabasha, dans l’État du Minnesota, aux États-Unis. Sa population s’élevait à 5 063 habitants lors du recensement de 2010, estimée à 5 042 habitants en 2016.

## Histoire
Le ski nautique a été inventé en 1922 par Ralph Samuelson à Lake City.

## Galerie photographique

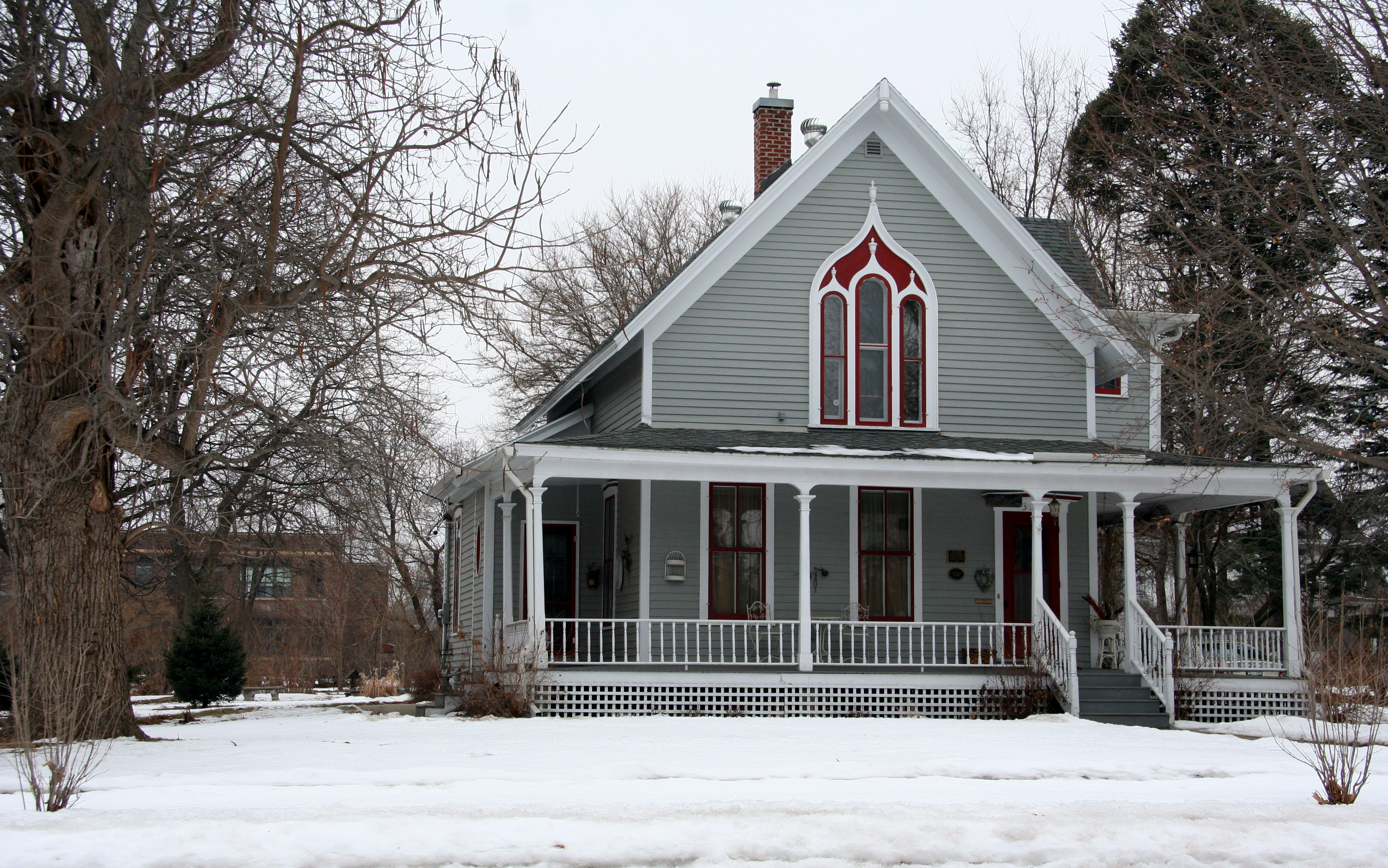
James C. and Agnes M. Stout House
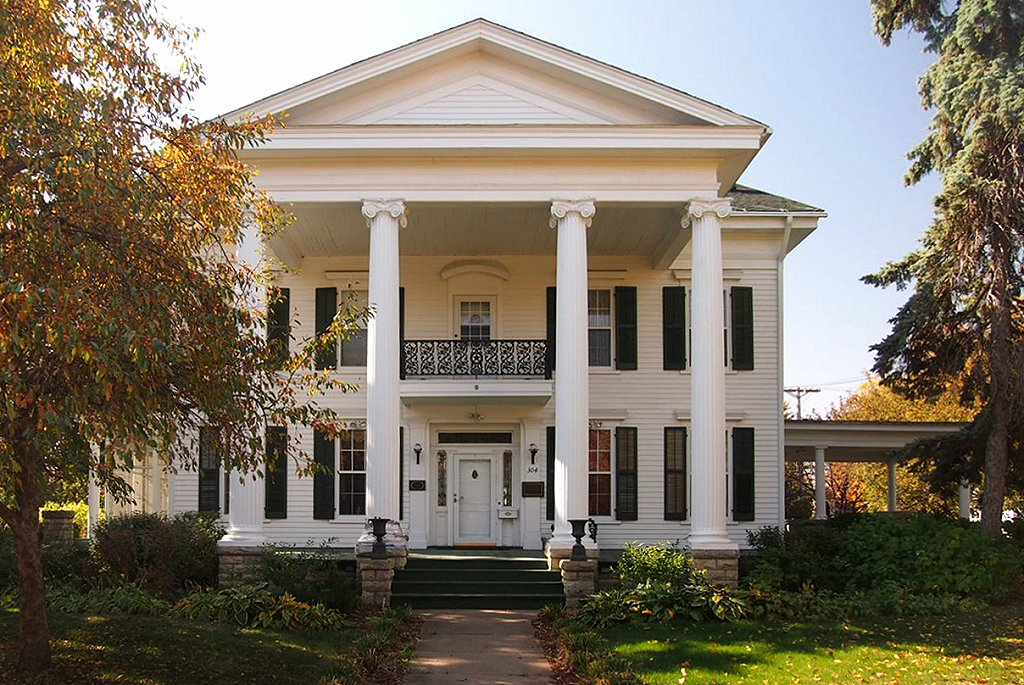
Williamson-Russell-Rahilly House

## Source
- (en) Cet article est partiellement ou en totalité issu de l’article de Wikipédia en anglais intitulé « Lake City, Minnesota » (voir la liste des auteurs).